# Chrysobrycon
Chrysobrycon es un  género de peces de la familia Characidae en el orden de los Characiformes.

## Especies
Hay tres especies en este género:
- Chrysobrycon eliasi Vanegas-Ríos, Azpelicueta & H. Ortega, 2011[2]
- Chrysobrycon hesperus (J. E. Böhlke, 1958)
- Chrysobrycon myersi (S. H. Weitzman & Thomerson, 1970)